# Jeronim De Rada
Jeronim De Rada, född 1814, dog 1903, arberesjisk (italoalbansk) författare och poet.
Författade bland annat Canti di Milosao (1836), Canti di Serafna Topia (1843), Rapsodie d'un poema albanese raccolte nelle colonie del Na-poletano (1866), Poesie albanese (6 bd, 1873-84), en sångcykel, som handlar om den albanske nationalhjälten Skanderbeg. 1883 började han utge en albansk och italiensk månadsskrift: Fiamuri Ar-beit, La bandiera dell' Albania (Albaniens baner; 1883), som dock avstannade före avslutningen av tredje bandet. Jeronim De Rada skrev även en albansk språklära (1871) och sin självbiografi (1898).
Hans romantiska och patriotiska debutverk Canti di Milosao ses som det första betydande verket i den moderna tidens albanska litteratur.